# Wera Andrejewna Opeikina
Wera Andrejewna Opeikina (russisch Вера Андреевна Опейкина, wiss. Transliteration Vera Andreevna Opejkina; * 21. Juni 1989 in Tscheljabinsk) ist eine russische Fußballschiedsrichterin.
Seit 2015 steht Opeikina auf der Liste der FIFA-Schiedsrichter und leitet internationale Fußballpartien. Sie gehört zur Gruppe der UEFA-First-Category-Schiedsrichterinnen.
Bei der U-17-Europameisterschaft 2016 in Belarus leitete Opeikina zwei Gruppenspiele und ein Halbfinale. Bei der U-17-Europameisterschaft 2019 in Bulgarien leitete sie ebenfalls zwei Gruppenspiele und ein Halbfinale.